# Organo della chiesa di Rysum

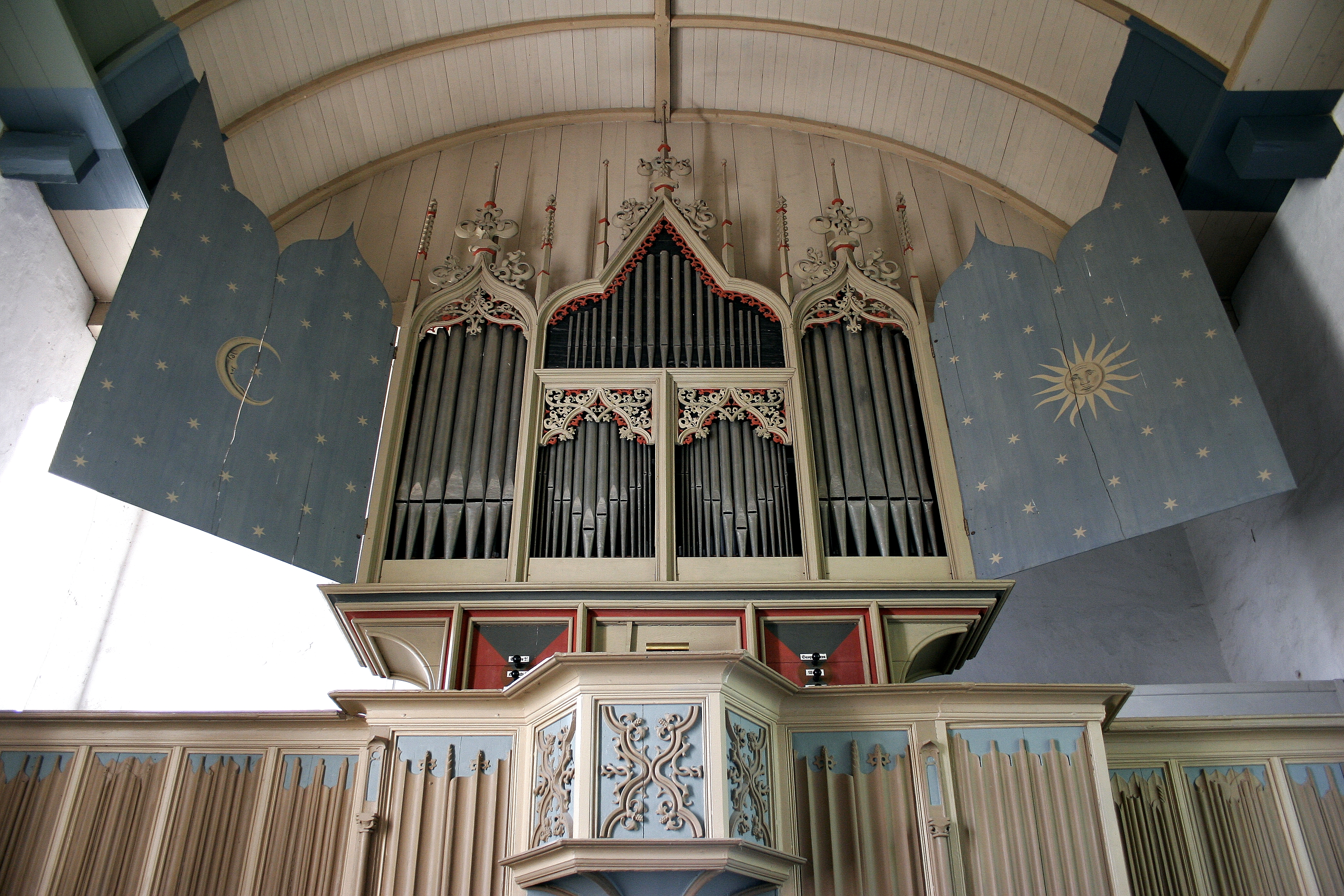
L'organo della chiesa di Rysum.

Con organo della chiesa di Rysum ci si riferisce a un organo monumentale costruito a Rysum, in Germania.

## Storia
Lo strumento venne acquistato dalla chiesa nel 1457 presso l'organaro Meister Harmannus di Groningen, il quale ricevette due mucche come pagamento. Si tratta dell'organo più antico ancora esistente e funzionante in Germania.
Lo strumento venne rinnovato, una prima volta, nel 1513. Joachim Kayser, nel 1680, effettuò alcune riparazioni, alle quali ne seguirono altre operate da Valentin Ulrich Grotian fra il 1689 e il 1699. Altri interventi furono eseguiti fra il 1736 e il 1738 da Matthias Amor, un allievo di Arp Schnitger. Durante il XIX secolo l'organo venne pesantemente manipolato, fino a fargli perdere le sue caratteristiche foniche originarie.
Karl Puchar, nel 1941, eseguì un restauro, seguito da una ricostruzione completa effettuata da Jürgen Ahrend e Gerhard Brunzema fra il 1959 e il 1960. Ahrend e Brunzema rimossero completamente i materiali ottocenteschi, ricostruirono alcuni registri originali andati perduti, montarono nuovo mantici e ricostruirono la consolle secondo il suo progetto originario, riportando lo strumento alle sue condizioni del 1513.
Un ultimo restauro è stato effettuato nel 2009, quando Hendrik Ahrend eseguì una pulitura generale e sostituì alcune canne.

## Caratteristiche tecniche
Attualmente l'organo è dotato di un solo manuale e di sette registri, la trasmissione è interamente meccanica, l'aria è fornita da due mantici a cuneo, la pressione del vento è di 70 mm in colonna d'acqua, il corista del La corrisponde a 445 Hz e il temperamento è il mesotonico modificato. La disposizione fonica è la seguente:
| Manuale      |        |    |
| Praestant    | 8'     | O  |
| Gedackt      | 8'     | O  |
| Octave       | 4'     | O  |
| Octave       | 2'     | O  |
| Sesquialtera | II     | AB |
| Mixtur       | III-IV | AB |
| Regal        | 8'     | AB |

O = Originale del XV secolo.
AB = Ahrend e  Brunzema.